# Vacheresse
Vacheresse é uma comuna francesa na região administrativa de Auvérnia-Ródano-Alpes, no departamento de Alta Saboia. Estende-se por uma área de 31,02 km². Em 2010 a comuna tinha 877 habitantes (densidade: 28,3 hab./km²).